# Claire Trenaman
Claire Trenaman es una deportista británica que compitió en tiro con arco, en la modalidad de arco compuesto. Ganó una medalla de bronce en el Campeonato Mundial de Tiro con Arco en Sala de 1999 y tres medallas en el Campeonato Europeo de Tiro con Arco al Aire Libre, plata en 1998 y dos bronces en 2000.

## Palmarés internacional
| Campeonato Mundial en Sala       | Campeonato Mundial en Sala | Campeonato Mundial en Sala | Campeonato Mundial en Sala |
| Año                              | Lugar                      | Medalla                    | Prueba                     |
| -------------------------------- | -------------------------- | -------------------------- | -------------------------- |
| 1999                             | La Habana (Cuba)           | Medalla de bronce          | Individual                 |
| Campeonato Europeo al Aire Libre |                            |                            |                            |
| Año                              | Lugar                      | Medalla                    | Prueba                     |
| 1998                             | Boé/Agen (Francia)         | Medalla de plata           | Equipo                     |
| 2000                             | Antalya (Turquía)          | Medalla de bronce          | Individual                 |
| 2000                             | Antalya (Turquía)          | Medalla de bronce          | Equipo                     |